# Mariana de Freitas
Mariana de Freitas (Porto Alegre) é uma jornalista brasileira. Em 2007 foi vencedora do Troféu Mulher Imprensa na categoria Jornalista de Internet, pela Agência RádioWeb. Com cerca de três mil boletins publicados no site da Rádioweb, estima-se que mais de 40 milhões de brasileiros já ouviram alguma vez a voz da repórter. Mariana é a jornalista mais antiga da agência e coordena a equipe de jornalismo da empresa no Rio Grande do Sul.'